# 合被藜
合被藜（学名：Chenopodium chenopodioides）是苋科藜属的植物。分布在中亚、欧洲、北美、非洲以及中国大陆的新疆等地，生长于海拔600米的地区，常生于戈壁，目前尚未由人工引种栽培。